# Julius Epstein (Autor)
Julius Viktor Stefan Epstein (* 26. Dezember 1901 in Wien, Österreich-Ungarn; † 3. Juli 1975 in Palo Alto) war ein österreichisch-US-amerikanischer Journalist, Autor und Politikwissenschaftler.

## Familie und frühe Jahre
Julius Epstein war der Sohn von Alice Epstein-Strauss (später Alice Meyszner), der jüdischen Stieftochter von Johann Strauß Sohn, und Enkel von Adele Strauss, der dritten Ehefrau von Strauss; von der Familie wurde er Tully genannt. Er studierte an den deutschen Universitäten in Jena und Leipzig. Schon dort wurde er publizistisch tätig. 1922 trat er der KPD bei, wurde aber nach wenigen Monaten aus der Partei ausgeschlossen. Im März 1933 verließ er Deutschland und lebte für einige Zeit in Prag. Während der Sudetenkrise 1938 floh er mit Frau und Sohn nach Zürich und im Jahr darauf in die USA.
Seine Mutter, sein Bruder Hanns, seine Großtante Louise Simon und deren Mann Josef Simon, die über umfangreiche Nachlässe von Strauß verfügten, wurden währenddessen in NS-Hetzblatt Der Stürmer als „jüdische Erbschleicher in der Familie des Walzerkönigs“ bezeichnet. Die Drohung, dass „die zuständigen Behörden den Weg zu finden wissen, der zweckmäßig ist, um die abgegaunerten Werte an die Allgemeinheit zurückführen zu können“ führte dazu, dass Alice Meyszner und Hanns Epstein am 19. Juni 1939 ihre Sammlung „schenkungsweise“ der Stadt Wien übertrugen.

## Publizist in den USA
Epstein wurde bei den Vereinten Nationen als Korrespondent für Schweizer Zeitungen akkreditiert und schrieb auch Artikel über die politischen Ereignisse in Europa für US-amerikanische Magazine und Exilzeitungen, wie z. B. die Sozialistische Warte.
1942 wurde Epstein Mitarbeiter als Spracheneditor für das United States Office of War Information. Nach dem Krieg wurde er zum New Yorker Korrespondenten für eine Gruppe von westdeutschen Tageszeitungen bestellt und schrieb Artikel für deutsche und US-amerikanische Zeitschriften, darunter Plain Talk, Human Events and National Review.
1954/55 schrieb er in der Herald Tribune mehrere Artikel, die letztlich verhinderten, dass der damals von der Sowjetunion für die österreichische Staatsverfassung geforderte Artikel 16 über die Rückführung von Displaced Persons in deren Heimatländer in die 1955 verabschiedete Verfassung aufgenommen wurde.
1962 verursachte Julius Epstein in der Bundesrepublik die sogenannte Epstein-Affäre. Dabei hatte er den Text von geheimen Depeschen der Deutschen Botschaft in Washington an das Bonner Auswärtige Amt in einer Dokumentation der deutsch-amerikanischen Differenzen über Berlin im Rheinischen Merkur und im Spiegel veröffentlicht, die berichteten, wie weit die Engländer und Amerikaner insgeheim gehen wollten, um ein Berlin-Arrangement mit den Sowjets zu ermöglichen. Die deutsche Bundesregierung befürchtete, die westlichen Alliierten seien bereit, der Sowjetunion zu weit entgegenzukommen. Drei Jahre lang ermittelte die Bundesanwaltschaft erfolglos, wer das Papier an Epstein herausgegeben hatte. Später stellte sich heraus, dass Epstein die Depesche im Einverständnis mit Bundeskanzler Konrad Adenauer veröffentlicht hatte.
Ein Jahr später veröffentlichte Epstein in den Schweizer Monatsheften den Aufsatz Zur Problematik des Geheimnisverrates. Darin stellte er an dem Fall Dreyfus dar, wie wichtig „Geheimnisverrat“ sei: „Gewiß, es hätte ein ungeheurer Mut zu solch einer Tat gehört! Gewiß, die persönlichen Folgen wären unausdenkbar gewesen […].“
1963 wurde Epstein an der Hoover Institution on War, Revolution and Peace der Stanford University wissenschaftlicher Mitarbeiter von Stefan Thomas Possony, der die US-amerikanische U.S. Strategic Defense Initiative konzipierte. Drei Jahre später wurde er ordentlicher Professor für internationale Beziehungen an der Lincoln University in San Francisco.

## Werke

### Massaker von Katyn
Die US-Regierung hatte jahrelang Nachrichten über das Massaker von Katyn von 1940 unterdrückt. Epstein hatte als Mitarbeiter des Office of War Information Materialien dazu analysiert. 1949 veröffentlichte er eine Serie über Katyn in der Europaausgabe der Herald Tribune. Als er erfuhr, dass der staatliche Auslandssender Voice of America den Mitarbeitern seines polnischen Programms verboten hatte, über Katyn zu berichten, stellte er dazu Recherchen an. Epstein veröffentlichte seine Erkenntnisse in der Broschüre The Mysteries of the Van Vliet Report: A Case History, finanziert wurde sie vom Polish American Congress. Er gewann eine Gruppe von Abgeordneten des US-Repräsentantenhauses dafür, eine Untersuchung dazu durchzuführen. An die Spitze des Ausschusses trat der demokratische Abgeordnete Ray J. Madden. Der 1952 vorgelegte Abschlussbericht der Madden-Kommission kam zum Ergebnis, dass die sowjetische Geheimpolizei NKWD 1940 die Erschießungen der polnischen Offiziere und Intellektuellen durchgeführt hatte.
Nach dem Bekanntwerden der Geheimrede Chruschtschows über Verbrechen Stalins auf dem XX. Parteitag der KPdSU 1956 schickte Epstein gemeinsam mit seinen Mitstreitern aus dem privaten Katyn-Komitee einen Brief an den Kreml in Moskau. Sie baten darin Chruschtschow um Auskunft über das Schicksal aller verschollenen polnischen Kriegsgefangenen. In einem weiteren Schreiben an CIA-Chef Allen Dulles regte er an, in Warschau ein Katyn-Denkmal als „Geschenk des amerikanischen Volkes“ aufstellen zu lassen. Antworten auf beide Schreiben sind nicht überliefert.

### Verschollene Kosmonauten
Im Jahre 1962, zum Höhepunkt des Kalten Krieges behauptete Julius Epstein öffentlich, dass mindestens ein Dutzend sowjetische Kosmonauten bei geheimgehaltenen Unfällen im Weltraum ums Leben gekommen seien. Epstein behauptete zudem, dass die US-Regierung davon Kenntnis habe, es aber nicht veröffentlichte, um „die Russen nicht zu verärgern“. Stattdessen, so Epstein, „scheine es so, dass das Schweigen von Washington geleitet sei von dem starken Wunsch, nichts Böses zu hören, nichts Böses zu sehen und nicht Böses über die UdSSR zu sagen“. Er rief die US-Regierung auf, ihr Wissen über die sowjetischen Unfälle im Weltraum öffentlich zu machen.

### Operation Keelhaul
In seinem Buch Operation Keelhaul enthüllte Julius Epstein Einzelheiten der Zwangsrepatriierung von rund vier Millionen sowjetischen Bürgern, ausgebürgerten Weißrussen und anderen Osteuropäern am Ende des Zweiten Weltkriegs. Die meisten dieser Menschen wurden von der Sowjetunion als „Verräter“ angesehen und empfindlich bestraft oder hingerichtet. Diese erzwungene Repatriierung, nach Alexander Solschenizyn „das letzte Geheimnis des Zweiten Weltkriegs“, basierte auf einem geheimen Zusatz des Vertrags von Jalta und blieb jahrzehntelang lang der breiten Öffentlichkeit unbekannt. Julius Epstein war am 5. April 1954 bei einer Recherche in der United States Government`s Historical Records Branche in Alexandria, Virginia, USA (staatlich historische Stelle der US-Regierung) auf eine Karteikarte mit dem Aktenzeichen des Alliierten Oberkommandos der Streitkräfte in Europa Nr 383.7-14.1 und der Kennung „Gewaltsame Rückführung von verschleppten Staatsbürgern – Operation Keelhaul“ gestoßen, das versehentlich der Öffentlichkeit zugängig gemacht worden war, aber unter Geheimhaltung stand (Nikolai Tolstoy, 2012, Victims of Yalta, ISBN 978-1-60598-362-2, S. 431 ff). Trotz mehr als 20-jähriger juristischer Prozesse hat ihm die US-Regierung die Einsicht verwehrt, da die Britische Regierung hierzu die Zustimmung verweigerte, die zusammen mit der US-Regierung für den Geheimhaltungsstatus von Akten aus dem Zweiten Weltkrieg gemeinschaftlich verantwortlich ist.

## Schriften (Auswahl)
- Das Nichts. Die Erzählung einer Genesung. Leipzig 1927.
- Das Schicksal der Akkumulation in Deutschland oder der Irrsinn der Autarkie. Leipzig 1932.
- Die gelbe Pranke. Japan an der Schwelle der Weltherrschaft. Prag 1933.
- mit Heinrich Mann und Artur Seehof (Hrsg.): Weltgericht über den Judenhaß. Eine internationale Rundfrage über das Wesen des Antisemitismus. Prag 1933.
- The Case Against Vera Micheles Dean and the Foreign Policy Association. 1947.
- The Mysteries of the Van Vliet Report: A Case History. Polish American Congress, Chicago 1951.
- Zur Problematik des Geheimnisverrates. In: Schweizer Monatshefte. Zeitschrift für Politik, Wirtschaft, Kultur. 43 (1963/64), Heft 5, S. 482–491 (e-periodica.ch)
- Operation Keelhaul: The Story of Forced Repatriation from 1944 to the Present. Devin-Adair, Old Greenwich 1973.